# Survivor 45
Survivor 45 es la cuadragésima quinta temporada del reality show estadounidense Survivor de la cadena CBS en Estados Unidos y en otra cadena Global en Canadá. La temporada fue filmada en Islas Mamanuca, Fiji, la decimotercera temporada consecutiva en ese mismo espacio y mismo país.
La temporada se emitió el 27 de septiembre de 2023 y terminó el 20 de diciembre del mismo año y por quinta vez en CBS en Estados Unidos y Global en Canadá, cuando Dee Valladares fue nombrada ganadora de la temporada, derrotando a Austin Li Coon y Jake O'Kane en una votación de 5-3-0.

## Programa

### Desarrollo
El 21 de febrero de 2023, CBS renovó Survivor tanto para sus temporadas cuadragésima quinta y cuadragésima sexta. La temporada 45, que fue la quinta emitida desde el inicio de la pandemia de COVID-19, continuó observando los estrictos protocolos de seguridad introducidos en la temporada 41, por lo que continuó presentando los 26 días reducidos de juego, con 18 concursantes comenzando en tres tribus, como en cada temporada desde entonces. Un adelanto de la temporada se emitió al final de la temporada anterior, donde se reveló que Bruce Perreault, un concursante que fue evacuado médicamente en la temporada anterior, regresaría para la cuadragésima quinta temporada. Anteriormente, el presentador Jeff Probst había ofrecido una invitación abierta a Perreault para que regresara para una futura entrega del programa, citando que "no creía que Bruce obtuviera su parte justa de Survivor".

## Equipo del programa
- Presentador: Jeff Probst lidera los desafíos grupales, individuales y los consejos tribales.

## Concursantes
Los miembros notables del elenco incluyen a la cantante y compositora J. Maya (también conocida como Janani Krishnan-Jha) y Bruce Perreault; Este último había competido brevemente en la temporada anterior, pero fue evacuado médicamente después de sufrir una lesión en el primer episodio.

J. Maya (también conocida como Janani Krishnan-Jha) obtuvo el decimotercer puesto.

| Concursante                                               | Tribu Original | Tribu Mezclada      |                     | Tribu Fusionada      | Resultado final                                 | Votos |
| --------------------------------------------------------- | -------------- | ------------------- | ------------------- | -------------------- | ----------------------------------------------- | ----- |
| Dianelys “Dee” Valladares 26, Miami, Florida              | Reba           | Reba                | N/A                 | Dakuwaqa             | Única Sobreviviente                             | 2     |
| Austin Li Coon 26, Boston, Massachusetts                  | Reba           | Belo                | N/A                 | Dakuwaqa             | Subcampeón                                      | 0     |
| Jacob “Jake” O'Kane 26, Hugo, Minnesota                   | Belo           | Lulu                | N/A                 | Dakuwaqa             | Finalista                                       | 7     |
| Katurah Topps 35, Brooklyn, New York                      | Belo           | Lulu                | N/A                 | Dakuwaqa             | Eliminada 8.° Miembro del jurado Día 25         | 0     |
| Julia “Julie” Alley 49, Brentwood, Tennessee              | Reba           | Reba                | N/A                 | Dakuwaqa             | 14.ª Eliminada 7.° Miembro del jurado Día 24    | 7     |
| Andrew “Drew” Basile 23, Philadelphia, Pensilvania        | Reba           | Belo                | N/A                 | Dakuwaqa             | 13..er Eliminado 6.to Miembro del jurado Día 23 | 6     |
| Emily Flippen 28, Laurel, Maryland                        | Lulu           | Belo                | N/A                 | Dakuwaqa             | 12.ª Eliminada 5.to Miembro del jurado Día 21   | 2     |
| Bruce Perreault 47, Warwick, Rhode Island Temporada 44    | Belo           | Lulu                | N/A                 | Dakuwaqa             | 11.er Eliminado 4.to Miembro del jurado Día 19  | 5     |
| Kendra McQuarrie 30, Steamboat Springs, Colorado          | Belo           | Belo                | N/A                 | Dakuwaqa             | 10.ª Eliminada 3.er Miembro del jurado Día 17   | 6     |
| Kellie Nalbandian 29, New York City, New York             | Belo           | Lulu                | N/A                 | Dakuwaqa             | 9.ª Eliminada 2.do Miembro del jurado Día 16    | 5     |
| Kaleb Gebrewold 29, Vancouver, British Columbia           | Lulu           | Lulu                | N/A                 | Dakuwaqa             | 8.° Eliminado 1.er Miembro del jurado Día 14    | 5     |
| Nicholas “Sifu” Alsup 30, O'Fallon, Illionis              | Reba           | Reba                | N/A                 | Dakuwaqa             | 7.° Eliminado Día 14                            | 6     |
| Janani “J. Maya” Krishnan-Jha 24, Los Angeles, California | Reba           | Reba                | N/A                 |                      | 6.ª Eliminada Día 13                            | 10    |
| Brandon “Brando” Meyer 23, Seattle, Washington            | Belo           | Belo                |                     | 5.° Eliminado Día 11 | 3                                               |       |
| Sean Edwards 35, Provo, Utah                              | Lulu           | Reba                | 4.° Eliminado Día 9 | 3                    |                                                 |       |
| Sabiyah Broderick 28, Jacksonville, North Carolina        | Lulu           |                     | 3.ª Eliminada Día 7 | 2                    |                                                 |       |
| Brandon Donlon 26, Sicklerville, New Jersey               | Lulu           | 2.° Eliminado Día 5 | 3                   |                      |                                                 |       |
| Hannah Rose 33, Baltimore, Maryland                       | Lulu           | 1.ª Eliminada Día 3 | 5                   |                      |                                                 |       |

1. ↑  Al comienzo de la fase individual del juego en el Día 12, los náufragos tenían que ganarse su lugar en la tribu fusionada ganando inmunidad o sobreviviendo al Consejo Tribal del Día 13.

## Desarrollo
| Episodio                           | Fecha de emisión         | Ganadores de los desafíos                          | Ganadores de los desafíos                          | Eliminado(a) | Final                                          |
| Episodio                           | Fecha de emisión         | Recompensa                                         | Inmunidad                                          | Eliminado(a) | Final                                          |
| ---------------------------------- | ------------------------ | -------------------------------------------------- | -------------------------------------------------- | ------------ | ---------------------------------------------- |
| "We Can Do Hard Things"            | 27 de septiembre de 2023 | Reba                                               | Belo                                               | Hannah       | 1.ª Eliminada Día 3                            |
| "We Can Do Hard Things"            | 27 de septiembre de 2023 | Reba                                               | Reba                                               | Hannah       | 1.ª Eliminada Día 3                            |
| "Brought a Bazooka to a Tea Party" | 4 de octubre de 2023     | Reba                                               | Reba                                               | Brandon      | 2.° Eliminado Día 5                            |
| "Brought a Bazooka to a Tea Party" | 4 de octubre de 2023     | Belo                                               |                                                    | Brandon      | 2.° Eliminado Día 5                            |
| "No Man Left Behind"               | 11 de octubre de 2023    | Lulu                                               | Reba                                               | Sabiyah      | 3.ª Eliminada Día 7                            |
| "No Man Left Behind"               | 11 de octubre de 2023    | Reba                                               | Belo                                               | Sabiyah      | 3.ª Eliminada Día 7                            |
| "Music to My Ears"                 | 18 de octubre de 2023    | N/A                                                | Lulu                                               | Sean         | 4.° Eliminado Día 9                            |
| "Music to My Ears"                 | 18 de octubre de 2023    | N/A                                                | Belo                                               | Sean         | 4.° Eliminado Día 9                            |
| "I Don't Want to Be the Worm"      | 25 de octubre de 2023    | Reba                                               | Reba                                               | Brando       | 5.º Eliminado Día 11                           |
| "I Don't Want to Be the Worm"      | 25 de octubre de 2023    | Lulu                                               |                                                    | Brando       | 5.º Eliminado Día 11                           |
| "I'm Not Batman, I'm the Canadian" | 1 de noviembre de 2023   | Austin, Bruce, Drew, Julie, Kendra, Sifu [Katurah] | Austin, Bruce, Drew, Julie, Kendra, Sifu [Katurah] | J. Maya      | 6.ª Eliminada Día 13                           |
| "The Thorn in My Thumb"            | 8 de noviembre de 2023   | Dee [Austin, Jake, Julie, Kaleb, Katurah]          | Kellie                                             | Sifu         | 7.° Eliminado Día 14                           |
| "The Thorn in My Thumb"            | 8 de noviembre de 2023   | Dee [Austin, Jake, Julie, Kaleb, Katurah]          | Dee                                                | Kaleb        | 8.° Eliminado 1.er Miembro del jurado Día 14   |
| "Following a Dead Horse to Water"  | 15 de noviembre de 2023  | Survivor Auction                                   | Bruce                                              | Kellie       | 9.ª Eliminada 2.do Miembro del jurado Día 16   |
| "Sword of Damocles"                | 22 de noviembre de 2023  | Bruce, Julie, Kendra                               | Bruce                                              | Kendra       | 10.ª Eliminada 3.er Miembro del jurado Día 17  |
| "How Am I the Mobster?"            | 29 de noviembre de 2023  | Emily [Dee, Julie, Katurah]                        | Austin                                             | Bruce        | 11.er Eliminado 4.to Miembro del jurado Día 19 |
| "This Game Rips Your Heart Out"    | 6 de diciembre de 2023   | Drew [Austin, Jake]                                | Drew                                               | Emily        | 12.ª Eliminada 5.to Miembro del jurado Día 21  |
| "The Ex-Girlfriend at the Wedding" | 13 de diciembre de 2023  | Austin [Dee, Katurah]                              | Dee                                                | Drew         | 13.er Eliminado 6.to Miembro del jurado Día 23 |
| "Living the Survivor Dream"        | 20 de diciembre de 2023  | Austin [Jake]                                      | Austin                                             | Julie        | 14.ª Eliminada 7.mo Miembro del jurado Día 24  |
| "Living the Survivor Dream"        | 20 de diciembre de 2023  | N/A                                                | Dee [Austin]                                       | Katurah      | Eliminada 8.vo Miembro del jurado Día 25       |
| "Living the Survivor Dream"        | 20 de diciembre de 2023  | Voto del jurado                                    |                                                    |              |                                                |
| "Living the Survivor Dream"        | 20 de diciembre de 2023  | Jake                                               | Finalista                                          |              |                                                |
| "Living the Survivor Dream"        | 20 de diciembre de 2023  | Austin                                             | Finalista                                          |              |                                                |
| "Living the Survivor Dream"        | 20 de diciembre de 2023  | Dee                                                | Única Sobreviviente                                |              |                                                |

## Votos del «Consejo Tribal»
|             |             |             | Tribus Originales | Tribus Originales | Tribus Originales | Tribus Mezcladas | Tribus Mezcladas | N/A   | N/A     | Tribu Fusionada | Tribu Fusionada | Tribu Fusionada | Tribu Fusionada | Tribu Fusionada | Tribu Fusionada | Tribu Fusionada | Tribu Fusionada | Tribu Fusionada |
| ----------- | ----------- | ----------- | ----------------- | ----------------- | ----------------- | ---------------- | ---------------- | ----- | ------- | --------------- | --------------- | --------------- | --------------- | --------------- | --------------- | --------------- | --------------- | --------------- |
| Episodio #: | Episodio #: | Episodio #: | 1                 | 2                 | 3                 | 4                | 5                | 6     | 6       | 7               | 7               | 8               | 9               | 10              | 11              | 12              | 13              | 13              |
| Día #       | Día #       | Día #       | 3                 | 5                 | 7                 | 9                | 11               | 13    | 13      | 14              | 14              | 16              | 17              | 19              | 21              | 23              | 24              | 25              |
| Eliminados: | Eliminados: | Eliminados: | Hannah            | Brandon           | Sabiyah           | Sean             | Brando           | Nadie | J. Maya | Sifu            | Kaleb           | Kellie          | Kendra          | Bruce           | Emily           | Drew            | Julie           | Katurah         |
| Votos:      | Votos:      | Votos:      | 5                 | 3-0               | 2-1               | 3-1-1            | 3-2              | 0-0   | 10-1    | 5-1             | 4-2             | 5-3             | 6-1             | 4-3-1           | 1-0             | 4-2             | 2-1-1-0         | Nadie           |
|             |             | Dee         |                   |                   |                   | Sifu             |                  | Kaleb | J. Maya |                 | Kaleb           | Kellie          | Kendra          | Jake            | Julie           | Drew            | Katurah         | Inmune          |
|             |             | Austin      |                   |                   |                   |                  | Brando           | Nadie | Nadie   |                 | Kaleb           | Kellie          | Kendra          | Jake            | Julie           | Julie           | Julie           | A Salvo         |
|             |             | Jake        |                   |                   |                   |                  |                  | Kaleb | J. Maya |                 | Julie           | Nadie           | Kendra          | Bruce           | Julie           | Drew            | Dee             | Ganó            |
|             |             | Katurah     |                   |                   |                   |                  |                  | Kaleb | J. Maya |                 | Kaleb           | Jake            | Nadie           | Bruce           | Julie           | Drew            | Julie           | Perdió          |
|             |             | Julie       |                   |                   |                   | Sean             |                  | Kaleb | J. Maya |                 | Kaleb           | Kellie          | Kendra          | Bruce           | Emily           | Drew            | Jake            |                 |
|             |             | Drew        |                   |                   |                   |                  | Brando           | Kaleb | J. Maya | Sifu            |                 | Kellie          | Kendra          | Jake            | Julie           | Julie           |                 |                 |
|             |             | Emily       | Hannah            | Brandon           | Sabiyah           |                  | Brando           | Kaleb | J. Maya | Sifu            |                 | Kellie          | Nadie           | Bruce           | Julie           |                 |                 |                 |
|             |             | Bruce       |                   |                   |                   |                  |                  | Kaleb | J. Maya | Sifu            |                 | Nadie           | Kendra          | Julie           |                 |                 |                 |                 |
|             |             | Kendra      |                   |                   |                   |                  | Drew             | Kaleb | J. Maya | Sifu            |                 | Jake            | Jake            |                 |                 |                 |                 |                 |
|             |             | Kellie      |                   |                   |                   |                  |                  | Kaleb | J. Maya | Sifu            |                 | Jake            |                 |                 |                 |                 |                 |                 |
|             |             | Kaleb       | Hannah            | Brandon           | Sabiyah           |                  |                  | Nadie | Nadie   |                 | Julie           |                 |                 |                 |                 |                 |                 |                 |
|             |             | Sifu        |                   |                   |                   | Sean             |                  | Kaleb | J. Maya | Bruce           |                 |                 |                 |                 |                 |                 |                 |                 |
|             |             | J. Maya     |                   |                   |                   | Sean             |                  | Kaleb | Emily   |                 |                 |                 |                 |                 |                 |                 |                 |                 |
|             | Brando      | Brando      |                   |                   |                   |                  | Drew             |       |         |                 |                 |                 |                 |                 |                 |                 |                 |                 |
|             | Sean        | Sean        | Hannah            | Brandon           | Kaleb             | Dee              |                  |       |         |                 |                 |                 |                 |                 |                 |                 |                 |                 |
| Sabiyah     | Sabiyah     | Sabiyah     | Hannah            | Nadie             | Nadie             |                  |                  |       |         |                 |                 |                 |                 |                 |                 |                 |                 |                 |
| Brandon     | Brandon     | Brandon     | Hannah            | Nadie             |                   |                  |                  |       |         |                 |                 |                 |                 |                 |                 |                 |                 |                 |
| Hannah      | Hannah      | Hannah      | Nadie             |                   |                   |                  |                  |       |         |                 |                 |                 |                 |                 |                 |                 |                 |                 |

| Votación del jurado | Votación del jurado | Votación del jurado | Votación del jurado |
| ------------------- | ------------------- | ------------------- | ------------------- |
| Finalistas:         | Dee 5/8 votos       | Austin 3/8 votos    | Jake 0/8 votos      |
| Jurado              | Votos               | Votos               | Votos               |
| Katurah             | Dee                 |                     |                     |
| Julie               | Dee                 |                     |                     |
| Drew                |                     | Austin              |                     |
| Emily               | Dee                 |                     |                     |
| Bruce               |                     | Austin              |                     |
| Kendra              |                     | Austin              |                     |
| Kellie              | Dee                 |                     |                     |
| Kaleb               | Dee                 |                     |                     |

Notas
1. ↑  Katurah no participó en el desafío después de elegir alguna que otra piedra, pero adivinó correctamente el equipo ganador y, como resultado, también ganó inmunidad y recompensa.
2. ↑  Además de la inmunidad, Dee ganó una recompensa para todo su equipo por durar más tiempo en el desafío.
3. ↑  Además de la inmunidad, Drew ganó una recompensa para él y otros dos de su elección y eligió a Austin y Jake.
4. ↑  Además de la inmunidad, Austin ganó una recompensa para él y otro de su elección y eligió a Jake.
5. 1 2 3 4 5 6  Por ganar el desafío de inmunidad final, Dee tuvo que asignar inmunidad adicional a otro jugador, y los dos restantes compitieron en un desafío de hacer fuego para determinar el tercer finalista; le dio inmunidad adicional a Austin.
6. ↑  El día 14, se llevó a cabo un Consejo Tribal dividido. Los participantes fueron divididos en dos grupos de seis; cada grupo acudió al Consejo Tribal por separado para eliminar a un náufrago de cada uno.
7. ↑  Esta votación se realizó verbalmente, ya que todos estaban seguros de votar a Hannah, Hannah no votó en esta votación verbal.
8. ↑  Kaleb jugó con éxito el Shot in the Dark; Por lo tanto, no fueron contados once votos en contra de Kaleb. Como todos los jugadores restantes habían votado por Kaleb, y como Kaleb había sacrificado su voto para jugar el Shot in the Dark, se llevó a cabo una nueva votación.
9. ↑  Julie usó su ídolo de inmunidad oculto en ella, por lo tanto, seis votos contra Julie no fueron contados.
10. ↑  Jake usó su ídolo de inmunidad oculto en Katurah, por lo tanto, un voto contra Katurah no fue contado.
11. ↑  Austin optó por sacrificar su voto para extender la vida útil de su ídolo de inmunidad, pero usó la ventaja de buena voluntad para restaurar su voto.
12. 1 2  Este/a jugador/a sacrificó su voto por la ronda en un intento de obtener una ventaja o expandir la vida útil de una ventaja.
13. 1 2 3  Por quedar en último lugar en el desafío de inmunidad, Austin, Emily y Katurah perdieron sus votos en el Consejo Tribal, pero Austin recuperó el suyo.
14. 1 2  Este/a jugador/a jugó el Shot in the Dark, y como resultado, tuvo que sacrificar el voto de esa noche.
15. ↑  Bruce perdió su voto en el Consejo Tribal debido a que tenía la mayor cantidad de dinero al final de la Subasta Survivor.
16. 1 2  Este/a jugador/a perdió una votación intentando obtener una ventaja.

## Recepción crítica y controversia
Survivor 45 recibió principalmente críticas positivas; Los elogios se dirigieron hacia el elenco y su personalidad, la jugabilidad del ganador, el tiempo de ejecución de los episodios de 90 minutos y la limitación de los giros que se recibieron negativamente en temporadas pasadas después de Winners at War. Dalton Ross, de Entertainment Weekly, clasificó la temporada en el puesto 20 de 45, elogiando la imprevisibilidad, el elenco y la edición de la temporada. En 2024, Nick Caruso de TVLine ocupó el puesto 23 de 47 esta temporada.